# Can Saleta
Can Saleta o Casa Saleta és un comerç fundat l'any 1870 a Santa Cristina d'Aro (Empordà) on es pot comprar des de queviures a atuells de ferreteria, estris pel camp o objectes més diversos.

## Història
Fundat per Jeroni Sala que el va obtenir com a regal de noces, la botiga està regentada per la seva besneta Montse Sala. Es va establir com a parada de carros i diligències que anaven cap a Girona i més recentment ha guanyat notorietat, ben començat el segle xxi, per seguir acceptant pessetes com a moneda.
A un pas de Platja d'Aro i envoltada per grans supermercats, la botiga ha sobreviscut buscant la diferenciació "El que hem fet ha sigut especialitzar-nos en productes que no es troben al supermercat" segons Montse Sala i afegeix "actualment, la gent ve a mirar i a xafardejar com si això fos gairebé un museu, i alguna cosa sempre cau".
Hi anava a comprar Mercè Rodoreda i el doctor Trueta.
Freqüentada per estiuejants de Barcelona i per estrangers, la botiga actua també com un agent mantenidor de tradicions, festes populars i molt especialment del Carnaval de Santa Cristina d'Aro.